# Oscar Hedvall
Oscar Hedvall (født 9. august 1998) er en dansk fodboldspiller som fra 2025 spiller for Vålerenga som målmand.
Efter mere end to sæsoner som tredje-målmand i førsteholdstruppen fik han chancen som førstevalg i optakten til opryknings-foråret 2019. Og den greb han. I træningskampene viste han så højt niveau, at cheftræner Michael Hansen gjorde ham til sit førstevalg, da forårs-sæsonen begyndte. Hedvall viste høj klasse og i optakten til Superliga-sæsonen 2019-20 blev han tildelt trøje nummer 1 som bevis på, at han er klubbens nye førstevalg mellem stængerne.